# 張煥相

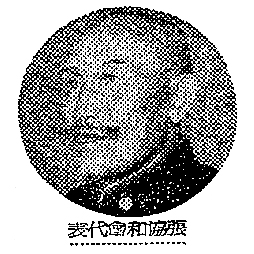
刊登在《满洲日日新闻》1942年10月17日上的張煥相像

張煥相（1882年—1962年6月2日），字召棠。奉天府承德县（今抚顺市）人，中華民国、满洲国军事将领、政治家。

## 生平
張煥相早年留学日本，毕业于陸軍士官学校第8期步兵科。1911年（宣統3年）归国。此後，他在奉系军队任职，历任奉天都督府参議、鎮安上将軍署参謀、盛武将軍公署顧問。
1917年（民国6年）12月，他被任命为黑龙江督軍鮑貴卿的参謀長。翌年，他任中東铁路哈满段警備司令。1919年（民国8年）8月，他升任東北陸軍第19混成旅旅長兼中東铁路護路軍副司令。1921年（民国10年），他兼任濱江鎮守使。
翌年，他升任中東铁路護路軍司令。1925年（民国14年），他任中東铁路代理督办兼地畝局局長。1927年（民国16年）7月，他转任東省特别区行政長官。張作霖在皇姑屯事件中身亡，張学良继承其职位後的1928年11月，他辞去行政長官职务。此后他在張学良手下任東北边防軍司令長官公署軍事参議官兼空軍代理总司令。
九一八事变爆发后，張煥相受到关東軍支持，参加了满洲国建国工作。此后他任满洲国協和会指導部部長。满洲国建国後的1937年（康德4年），他任司法部大臣。1942年（康德9年）9月，他改任参議府参議。
满洲国灭亡後，張煥相免于遭到苏联逮捕。中華人民共和国建国後的1951年，他在镇压反革命運動中被逮捕，关押在撫順战犯管理所。此後，他在所内接受思想改造。
1962年6月2日，張煥相在关押期间病逝。享年81岁。